# Torpille Type 8e année
La torpille Type 8e année (十二年式) été une torpille de 61 cm de diamètre de la Marine Impériale Japonaise, déployée sur les navires de surface. Elle était une évolution de la torpille Type 6e année de 53,3 cm et fut utilisée par la suite comme base pour le développement de la torpille Type 90 de 61 cm plus avancée.
Elle a été déclinée en deux variantes, Numéro 1 et Numéro 2, ayant respectivement une ogive plus légère et plus grosse.

## Conception et Déploiement
La marine Japonaise utilisait initialement des torpilles de 533 mm de diamètre comme la plupart des marines de cette période, faisant de la Type 8ème Année la toute première torpille de 24 pouces (609 mm) de diamètre mise en service dans le monde. Cette torpille est principalement une version élargie de la Type 6ème année, utilisant les mêmes technologies de propulsion et de détonation. La désignation de 61 cm fait suite au Traité naval de Washington et l'adoption du système métrique pour la désignation de l'armement.
Elle fut initialement déployée sur les destroyers de la Classe Mutsuki dans une configuration de 2 lanceurs triples couverts (6 tubes au total). Elle fut ensuite utilisée par les destroyers de la Classe Fubuki (et ses sous-classes) dans une configuration de 3 lanceurs triples (9 tubes). Elle a également équipé plusieurs croiseurs de la période déployant également des lances torpilles de 610 mm.
À partir des années 1930, tous les navires équipés de lanceurs de 61 cm étaient alors déployés avec les armements nouvellement développés, les torpilles type 90, puis par les torpilles de Type 93 à oxygène, qui remplaçaient désormais toutes les Type 8ème Année alors obsolètes.
Cette torpille utilise un moteur à quatre cylindres, à kérozène et air comprimé. Ce système fut notablement amélioré avec la nouvelle torpille de Type 90 qui incorporait des technologies britanniques.[à vérifier]

## Spécifications
- Longueur: 8,415 m
- Diamètre: 609 mm
- Portée et vitesse[3]:
  - 20 km à 28 kt (51,856 km/h)
  - 15 km à 32 kt (59,264 km/h)
  - 10 km à 38 kt (70,376 km/h)
  - 6,2 km à 43 kt (79,636 km/h)[2]

Elle pèse 2 215 kg pour le modèle N° 1 et 2 362 kg pour le modèle N° 2, avec respectivement des charges explosives de 300 kg et 346 kg de "Shimose" (à base d'acide picrique).
Elle est propulsée par un moteur radial Schwarzkopff à quatre cylindres à corps chauffant mouillé (moteur thermique produisant également de la vapeur utile), brûlant un mélange de kérozène et d'air comprimé. Le moteur était donc directement refroidit à l'eau de mer, produisant une vapeur servant également à la propulsion.